# 伊格爾鎮區 (愛荷華州布萊克霍克縣)
伊格爾鎮區（英語：Eagle Township）是位於美國愛荷華州布萊克霍克縣的一個行政鎮區。

## 地方資料
根據2010年美國人口普查的數據，伊格爾鎮區的面積為94.83平方千米，當中陸地面積為94.81平方千米，而水域面積為0.02平方千米。當地共有人口511人，而人口密度為每平方千米5.39人。